# Carl Misch

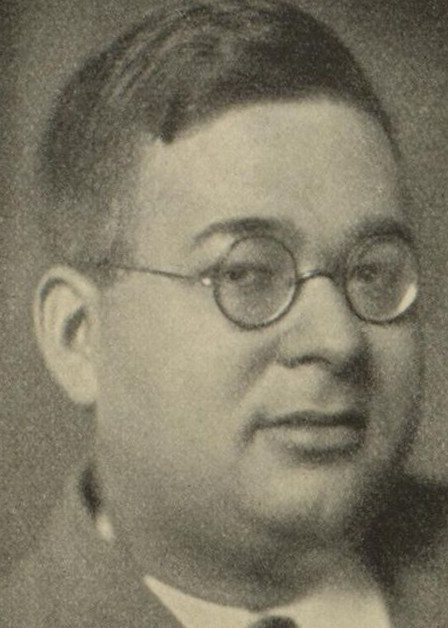
Carl Misch, um 1927

Carl Edward Misch, auch Karl (* 7. September 1896 in Charlottenburg; † 13. Oktober 1965 in Danville (Kentucky)) war ein deutsch-amerikanischer Journalist.

## Leben
Der Sohn des Wilhelm Misch und der Maria, geb. Friedländer, besuchte in Berlin die Andreas-Schule. Er studierte ab 1914 Germanistik und öffentliches Recht in Berlin und München, wo er 1920 bei Erich Marcks mit einer Arbeit über Karl August Varnhagen von Ense promovierte. Er heiratete Gerda Ascher.
Seit 1921 war er politischer Redakteur bei der Vossischen Zeitung und im März 1933 noch kurzfristig ihr Chefredakteur. In seinen Artikeln kritisierte er die Justiz, den deutschen Militarismus und die Wiederaufrüstung in der Weimarer Republik. Er versuchte die politische Versöhnung mit Frankreich zu fördern.
Nach der Machtübergabe an die Nationalsozialisten war er am 19. Februar 1933 Mitorganisator des Kongresses Das Freie Wort.
Der Ullstein Verlag stellte zum 1. April 1933 unter den politischen Pressionen das Erscheinen der Zeitung ein und Misch wurde in sogenannte Schutzhaft genommen.
Im Oktober 1934 emigrierte Misch nach Frankreich, arbeitete an den Emigrantenzeitschriften Das Neue Tage-Buch und Die neue Weltbühne  mit und war von 1936 bis 1938 Redakteur und ab 1938 Chefredakteur der Pariser Tageszeitung. Er schrieb unter dem Pseudonym Otto von Freising. Er nahm an der Volksfrontkonferenz am 2. Februar 1936 in Paris teil und an Veranstaltungen des Schutzverbandes deutscher Schriftsteller im Ausland und der Freien Deutschen Hochschule in Paris. Am 5. August 1937 wurde er vom Deutschen Reich ausgebürgert und am 16. Dezember 1938 wurde im Reichsanzeiger bekannt gegeben, dass die Universität München ihm den Doktorgrad entzogen hatte. Misch erstellte eine Emigrantenliste, die die Kommunikation unter den aus dem nationalsozialistischen Deutschland Geflohenen erleichtern sollte. Nach Kriegsausbruch wurde er in Frankreich interniert und nach der deutschen Eroberung Frankreichs floh er 1940 in die USA.
In New York City arbeitete er an der Zeitschrift Aufbau mit. Unter Albert Grzesinski war er Vorstandsmitglied des Council for a Democratic Germany. Nach Kriegsende kehrte er nicht nach Deutschland zurück, schrieb aber für die von der US-amerikanischen Besatzungsmacht herausgegebene Münchener Die Neue Zeitung. In den USA arbeitete er zunächst als Lehrer und wurde Geschichtsprofessor für Europäische und Neuere Geschichte am Centre College in Danville. 1962/63 hatte er eine Einladung als Gastprofessor für Zeitungswissenschaften an die FU Berlin.

## Schriften (Auswahl)
- Deutsche Geschichte im Zeitalter der Massen : Von d. Französischen Revolution bis zur Gegenwart. Kohlhammer, Stuttgart 1952
- Gesamtverzeichnis der Ausbürgerungslisten 1933 - 1938. Verlag der Pariser Tageszeitung, Paris 1939
- Varnhagen von Ense in Beruf und Politik. Perthes, Gotha 1925  Zugl.: München, Phil. Diss.
- Geschichte des Vaterländischen Frauen-Vereins : 1866 - 1916. Im Auftrag des Hauptvorstandes des Vaterländischen Frauen-Vereins. Heymann, Berlin 1917
- Canada-Reise. In: Aufbau, 9. April 1943, S. 3 (online auf div. Servern)